# Dirk Westphal
Dirk Westphal (* 31. Januar 1986 in Berlin) ist ein ehemaliger deutscher Volleyball-Nationalspieler und Beachvolleyballspieler und heutiger Funktionär. Sein größter Erfolg war der dritte Platz bei der WM 2014.

## Karriere

### Hallen-Volleyball

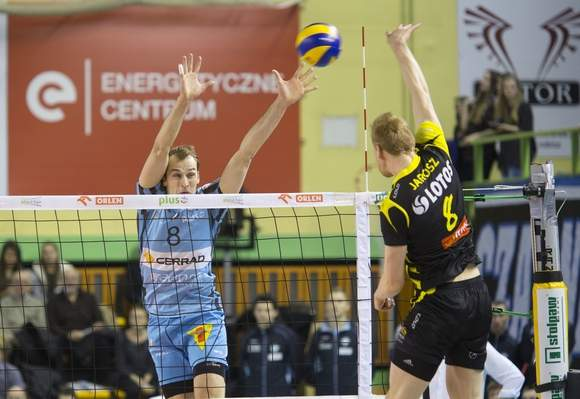
2013/14 in Polen

Dirk Westphal begann seine Karriere beim Berliner TSC. Anschließend wechselte er zum VC Olympia Berlin und wurde in die Junioren-Nationalmannschaft berufen. Hier feierte er erste Erfolge auf internationaler Ebene. Er gewann die Bronzemedaille bei den Junioren-Europameisterschaften 2004 in Zagreb. Weiterhin erreichte er bei der Junioren-WM 2005 den neunten Platz und wurde mit der deutschen Studentenauswahl Fünfter bei der Universiade 2007 in Bangkok.
2005 spielte Westphal erstmals in der Bundesliga für den SCC Berlin. Mit den Berlinern wurde er in der Saison 2005/06 nach einer Niederlage im Playoff-Halbfinale gegen evivo Düren Dritter. Das gleiche Ergebnis gab es 2006/07. Seinen größten Erfolg auf Vereinsebene feierte er in der Spielzeit 2007/08 mit der Vizemeisterschaft.
Der damalige Bundestrainer Raúl Lozano berief Westphal erstmals in die deutsche Nationalmannschaft. Mit dem Team gewann der Außenangreifer die Europaliga 2009 in Portugal und wurde Sechster bei der EM in der Türkei. Anschließend wechselte er nach Italien zu Prisma Taranto. 2010 spielte er in der Weltliga und erreichte mit Deutschland den neunten Rang. In der Saison 2010/11 war in der italienischen Liga bei Feniche Volley Isernia aktiv. 2011 ging er nach Belgien zu VC Euphony Asse-Lennik und ein Jahr später kam er zum Ligakonkurrenten Knack Roeselare, mit dem er 2013 belgischer Meister und Pokalsieger wurde.
2013 wurde Westphal wieder in den Kader der Nationalmannschaft berufen. Danach wechselte er zum polnischen Erstliga-Aufsteiger Czarni Radom. Mit dem DVV-Team gewann er bei der WM 2014 in Polen die Bronzemedaille. In der Saison 2015/16 spielte er in der französischen Liga bei Nantes Rezé Métropole Volley. Im Sommer 2016 erklärte er seinen Rücktritt aus der Nationalmannschaft.
Anschließend wurde er zunächst als Neuzugang beim deutschen Bundesligisten Netzhoppers Königs Wusterhausen vorgestellt, entschied sich dann aber doch für einen Wechsel zum iranischen Verein Shahrdari Tabriz. Damit spielte er als erster deutscher Volleyballspieler im Iran. Mit dem Verein erreichte er die Playoff-Runde gegen Sarmayeh Bank Teheran. 2017 wurde er vom Bundesligisten SWD Powervolleys Düren verpflichtet und kehrte damit nach mehreren Jahren im Ausland zurück nach Deutschland. Mit den Dürenern erreichte er das Playoff-Viertelfinale. Danach wechselte er zum Ligakonkurrenten Netzhoppers Königs Wusterhausen. In der Saison 2018/19 erreichte er mit dem Verein das Pokal-Viertelfinale, verpasste aber als Tabellenneunter knapp die Bundesliga-Playoffs. In der Saison 2019/20 endete der Pokalwettbewerb für die Netzhoppers im Achtelfinale gegen den späteren Sieger Berlin Recycling Volleys, während die Mannschaft beim Abbruch der Bundesliga-Saison auf dem siebten Platz stand. Westphal spielte bis zum Ende der Saison 2022/23 für die Netzhoppers und beendete dann seine Karriere. Seitdem ist er in der Muttergesellschaft der Netzhoppers als Geschäftsführer und Sportlicher Leiter tätig.

### Beachvolleyball
Westphal spielte 2003 seine ersten Beachvolleyball-Turniere mit Tilo Backhaus. Von 2006 bis 2010 spielte er mit wechselnden Partnern einzelne Turniere. 2010 trat er dann mit Philipp Jahnke und Hannes Goertz bei der Smart Beach Tour in Leipzig und Sankt Peter-Ording an. Nachdem er 2011 wegen Differenzen mit Bundestrainer Lozano seine Karriere in der Hallen-Nationalmannschaft ausgesetzt hatte, bildete er wieder ein Duo mit Backhaus. Westphal/Backhaus erzielten einige Top-Ten-Ergebnisse auf der deutschen Tour und bei Supercups. Beim CEV-Satellite-Turnier in Vaduz kamen sie auf den 13. Platz. Außerdem qualifizierten sie sich für die deutschen Beachvolleyball-Meisterschaft in Timmendorfer Strand, wo sie Neunte wurden. 2012 unterlagen sie bei den Prag Open der FIVB World Tour in der „Country Quota“. In der CEV-Serie spielten sie das Satellite-Turnier in Umag und das Masters in Novi Sad (25. und 13. Platz). Außerdem waren sie wieder in der deutschen Serie aktiv. Bei der deutschen Meisterschaft 2012 kamen sie erneut auf den neunten Rang. Danach trennten sie sich, weil Dirk Westphal seine Perspektiven eher in der Halle sah.
Nachdem er 2015 zwei Turniere gespielt hatte, war Westphal 2016 im Sand wieder aktiver. Er spielte unter anderem mit Denis Kaliberda und Lucas Mäurer. 2017 bildete er ein neues Duo mit Patrick Gruhn. Außerdem gründete er den Verein Hauptstadt Beacher mit einigen Berliner Beachvolleyballspielern. 2018 und 2019 spielte er mit Lucas Mäurer auf der Techniker Beach Tour und belegte bei den Deutschen Meisterschaften in Timmendorfer Strand die Plätze fünf und dreizehn. 2020 gewann Westphal mit Max Betzien die erste Ausgabe der Beach-Liga im Finale gegen Alexander Walkenhorst und Sven Winter.
In der Saison 2021 spielte Westphal überwiegend mit dem US-Amerikaner Cody Kessel. Die beiden konnten sich jedoch knapp nicht für die deutschen Meisterschaften qualifizieren. Nach den Titelkämpfen verkündete Westphal das Ende seiner Beachvolleyball-Karriere.

## Privates
Dirk Westphal ist der Sohn der ehemaligen DDR-Nationalspielerin Petra Westphal. 1996 kam er ans Coubertin-Gymnasium Berlin, eine „Eliteschule für Sport“, wo er 2006 sein Abitur ablegte.